# Palestine (Arkansas)
Palestine – miasto w Stanach Zjednoczonych, w stanie Arkansas, w hrabstwie St. Francis.